# عبد الوهاب الحموي
عبد الوهاب الحموي مواليد 15 يونيو 1990 في حمص، هو لاعب كرة سلة سوري. بدأ مسيرته الاحترافية في سنة 2006. يبلغ طوله 7 قدم 1.5 بوصة (2.2 م).